# Amphibalanus amphitrite
Espèce
Amphibalanus (=Balanus) amphitrite (Darwin, 1854) est une balane originaire de la région Indo-Pacifique qui a été introduite en Méditerranée dès l’Antiquité, possiblement par les Carthaginois.
Le genre Amphibalanus a été séparé du genre Balanus en 2004, les motivations du choix de ce nouveau nom de genre sont à rechercher (rapprochement avec Amphitrite?). Pour ce qui est d’Amphitrite, c’est une des Néréides, épouse du dieu de la mer Poseidon.

## Description
A. amphitrite est une espèce polymorphe pour laquelle on reconnaît plusieurs variétés ou formes. Celle décrite ici est B. amphitrite amphitrite.
La muraille est de couleur blanche ou rose clair et chaque plaque porte une ou plusieurs bandes longitudinales (de haut en bas) roses, rouges ou pourpres qui vont en s’élargissant du sommet vers la base ,, et laissent généralement une large plage blanche au milieu de chaque plaque. Noter que cette livrée n’apparaît souvent qu’après nettoyage de la muraille, plus ou moins recouverte de vase ou d’épibiontes initialement.
L’orifice est losangique, arrondi aux angles. Les scutum portent chacun une bande rose ou pourpre qui forment un V dont les branches divergent à partir du point de rencontre des scutum et des tergum.
La couleur de fond des languettes tergo-scutales est blanche ou rose clair, voire un peu jaune chez les vieux individus. Elles sont traversées par quatre bandes foncées, noires ou pourpres.
Le diamètre à la base (axe rostre-carène) est d’environ 12 mm mais peut atteindre 25 mm. La hauteur est d’environ 1 cm. La base est calcifiée, poreuse.

### Reproduction
La reproduction de A. amphitrite a été observée dans des sites chauffés artificiellement (rejets de centrales électriques) au Royaume-Uni. Elle débute lorsque la température est supérieure à 15 °C et se déroule de mars à septembre.
Le développement larvaire comporte 6 stades nauplius et un stade cypris

### Distribution
En Europe les populations permanentes sont limitées à la Méditerranée et au sud de la façade atlantique. A. amphitrite est commune en Italie (ports et marinas), présente en Camargue. En Atlantique on la signale en Algarve (Sud du Portugal), dans le Nord de l’Espagne et dans le Pays basque français, où elle est abondante à Saint Jean-de-Luz. En remontant vers le nord, les signalements sont ponctuels et peut-être temporaires : La Rochelle, les Sables d’Olonne, Saint-Nazaire. En Manche elle est mentionnée jusqu’au Havre. En dehors du Pays basque A. amphitrite s’observe presque toujours dans les ports seulement et en situation d’immersion permanente.
En Méditerranée, on la trouve jusqu’à des profondeurs de 65 à 70 mètres.

### Intérêt économique
A. amphitrite est l’une des espèces bien connues comme agent de salissure des coques de navires ,, ce qui explique sa présence fréquente dans les ports.